# Port lotniczy Godie
Port lotniczy Godie (kod IATA: GDE, kod ICAO: HAGO) – etiopskie lotnisko obsługujące Godie.

## Linie lotnicze i połączenia
| Linia Lotnicza     | Kierunek                                 |
| ------------------ | ---------------------------------------- |
| Ethiopian Airlines | 1. Addis Abeba 2. Dyrie Daua 3. Dżidżiga |